# Henrik Palmstierna (1884–1962)
Knut Henrik Palmstierna, född 28 september 1884 i Hedvig Eleonora församling i Stockholms stad, död 16 februari 1962 i Malmö Sankt Petri församling i Malmöhus län, var en svensk friherre och militär.

## Biografi
Palmstierna avlade mogenhetsexamen 1904. Han avlade officersexamen vid Krigsskolan 1906 och utnämndes samma år till underlöjtnant vid Smålands husarregemente, där han befordrades till löjtnant 1908. Han studerade vid Krigshögskolan  1912–1914,  blev stabsofficer hos inspektören för kavalleriet 1914 och var aspirant i Generalstaben 1916–1918, varefter han befordrades till ryttmästare vid Smålands husarregemente 1921. Från 1927 tjänstgjorde han som ryttmästare vid Livregementets husarer, varefter han befordrades till major i armén 1929. Han var chef för Ridskolan 1930–1934, placerades som major vid Livregementets husarer 1932 och befordrades till överstelöjtnant i armén 1934, varefter han tjänstgjorde som överstelöjtnant vid Livregementet till häst under 1935. År 1935 befordrades Palmstierna till överste, varpå han var chef för Skånska kavalleriregementet 1935–1937, sekundchef vid Livregementets husarer 1937–1942 och befälhavare för Skövde försvarsområde 1942–1944.
Henrik Palmstierna var son till Hjalmar Palmstierna och Sofia Charlotta Vilhelmina Blomstedt. Han gifte sig 1918 med Inger Fåhræus (född 1899), dotter till skriftställaren Valter Fåhræus och Olga Björkegren. De fick barnen Nils-Fredrik (född 1919), Hans Henrik (född 1920) och Ulla (född 1922). Henrik Palmstierna är begravd på Norra begravningsplatsen i Solna.

## Utmärkelser
- Riddare av första klassen av Svärdsorden, 6 juni 1927.[2]
- Riddare av Vasaorden, 1935.[9]
- Kommendör av andra klassen av Svärdsorden, 15 november 1938.[10]
- Kommendör av första klassen av Svärdsorden, 15 november 1941.[11]
- Officer av Franska Hederslegionen.[12]
- Officer med svärd av Nederländska Oranien-Nassauorden.[12]